# راینیکندورف
راینیکندورف (به آلمانی: Bezirk Reinickendorf) یک منطقهٔ مسکونی در آلمان است که در برلین واقع شده‌است. راینیکندورف ۲۴۷٬۲۴۸ نفر جمعیت دارد.

## خواهرخوانده
شهرهای منطقه سلطنتی گرینویچ، کریات آتا، وروتسواف، دنیا (آلیکانته)، کی‌یف، Międzyrzecz، مینسک، سن پترزبورگ، Sulęcin، واشینگتن، دی.سی.، ولگوگراد، لیشتنفلز، بایرن، مله، آلمان و آنتونی، او-دو-سن خواهرخوانده‌های راینیکندورف هستند.